# Wiborgia humilis
Wiborgia humilis är en ärtväxtart som först beskrevs av Carl Peter Thunberg, och fick sitt nu gällande namn av Rolf Martin Theodor Dahlgren. Wiborgia humilis ingår i släktet Wiborgia och familjen ärtväxter. Inga underarter finns listade i Catalogue of Life.